# NGC 7680/2
NGC 7680/2 је галаксија у сазвежђу Пегаз која се налази на NGC листи објеката дубоког неба.
Деклинација објекта је + 32° 25' 22" а ректасцензија 23h 28m 31,5s. Привидна величина (магнитуда) објекта NGC 7680 износи 15,0 а фотографска магнитуда 16,0. NGC 76802 је још познат и под ознакама NPM1G +32.0599, 4ZW 151, PGC 3088959.